# فنسنت أدلر
فنسنت أدلر (بالمجرية: Adler Vincent)‏ (و. 1826 – 1871 م) هو ملحن، وعازف بيانو، من المجر، توفي في جنيف، عن عمر يناهز 45 عاماً.